# Dacnusa nipponica
Dacnusa nipponica är en stekelart som beskrevs av Hajimu Takada 1977. Dacnusa nipponica ingår i släktet Dacnusa och familjen bracksteklar. Inga underarter finns listade i Catalogue of Life.